# Anders Danielsen Lie
Anders Danielsen Lie (Oslo, 1 de enero de 1979) es un actor noruego conocido por su papel de Anders en la película Oslo, 31 de agosto.

## Biografía
Anders Danielsen Lie nació el 1 de enero de 1979 en la capital noruega, Oslo. Estudió medicina y desde muy pronto se dedicó a la actuación.

## Carrera profesional
En 2011, consiguió su papel principal en Oslo, 31 de agosto, segundo largometraje del director noruego Joachim Trier.
En 2014, participó en la ópera prima de Lucie Borleteau, La odisea de Alice, en la que interpreta al novio noruego de Alice. Al año siguiente, Mikhaël Hers le ofreció un papel en su primer largometraje, Ce sentiment de l'été.
En 2018, participó en el rodaje de La nuit a dévoré le monde, de Dominique Rocher y Allons enfants, de Stéphane Demoustier. También interpretó al terrorista nacionalista Anders Breivik en 22 de julio, de Paul Greengrass .
En 2021, vuelve a rodar para Joachim Trier en La peor persona del mundo y protagoniza Bergman Island de Mia Hansen-Løve con Tim Roth, Mia Wasikowska y Vicky Krieps; ambas cintas fueron seleccionados en competición en el Festival de Cannes 2021.

## Filmografía

### Cine
- 1990 : Herman, de Erik Gustavson : Herman
- 2006 : Reprise (Nouvelle donne), de Joachim Trier : Phillip
- 2009 : Hidden (Skjult), de Pal Oie : Peter
- 2010 : Tomme tonner de Leon Bashir et Sebastian Dalen : Nico
- 2011 : Oslo, 31 de agosto, de Joachim Trier : Anders
- 2014 : La odisea de Alice, de Lucie Borleteau : Félix
- 2015 : Ce sentiment de l'été, de Mikhaël Hers : Lawrence
- 2016 : Personal Shopper, de Olivier Assayas : Erwin
- 2016 : En approchant l'inconnu (Approaching the Unknown), de Mark Elijah Rosenberg : Greenstreet
- 2017 : Rodin, de Jacques Doillon : Rainer Maria Rilke
- 2018 : La nuit a dévoré le monde, de Dominique Rocher : Sam
- 2018 : Allons enfants, de Stéphane Demoustier : David
- 2018 : 22 de julio, de Paul Greengrass : Anders Breivik
- 2019 : Seizure, de Rune Denstad Lenglo : Max
- 2020 : Betrayed (Den største forbrytelsen), de Eirik Svensson : Knut Rod
- 2021 : Bergman Island, de Mia Hansen-Løve : Joseph
- 2021 : La peor persona del mundo, de Joachim Trier : Aksel
- 2024: Mothers' Instinct, de Benoît Delhomme: Simon[3]